# Денёй-ле-Шантель
Денёй-ле-Шанте́ль (фр. Deneuille-lès-Chantelle, окс. Denuelha de Chantela) — коммуна во Франции, находится в регионе Овернь. Департамент коммуны — Алье. Входит в состав кантона Шантель. Округ коммуны — Мулен.
Код INSEE коммуны — 03096.

## Население
Население коммуны на 2008 год составляло 99 человек.
| 1962 | 1968 | 1975 | 1982 | 1990 | 1999 | 2008 |
| ---- | ---- | ---- | ---- | ---- | ---- | ---- |
| 66   | 84   | 80   | 98   | 80   | 89   | 99   |

## Экономика
В 2007 году среди 62 человек в трудоспособном возрасте (15—64 лет) 47 были экономически активными, 15 — неактивными (показатель активности — 75,8 %, в 1999 году было 66,1 %). Из 47 активных работали 40 человек (21 мужчина и 19 женщин), безработных было 7 (2 мужчин и 5 женщин). Среди 15 неактивных 1 человек был учеником или студентом, 3 — пенсионерами, 11 были неактивными по другим причинам.